# Campeonato Italiano de Fútbol 1902
El Campeonato Italiano de Fútbol de 1902 fue la quinta edición de dicha competición, que en 1929 daría lugar a la Serie A. El campeón fue el Genoa, venciendo en la final al Milan.

## Eliminatorias

### Grupo 1 (Piamonte)

#### Clasificación final
| Pos | Equipo            | PJ | PG | PE | PP | Pts | GF | GC | Dif | Comentarios                                             |
| --- | ----------------- | -- | -- | -- | -- | --- | -- | -- | --- | ------------------------------------------------------- |
| 1   | FBC Torinese      | 3  | 2  | 1  | 0  | 5   | 5  | 1  | +4  | Se requiere un desempate ya que hubo igualdad en puntos |
| 1   | Juventus          | 3  | 2  | 1  | 0  | 5   | 9  | 1  | +8  | Se requiere un desempate ya que hubo igualdad en puntos |
| 3   | Audace Torino     | 3  | 1  | 0  | 2  | 2   | 5  | 10 | -5  |                                                         |
| 4   | Ginnastica Torino | 3  | 0  | 0  | 3  | 0   | 2  | 9  | -7  |                                                         |

### Desempate
| Equipo 1     | Resultado | Equipo 2 |
| ------------ | --------- | -------- |
| FBC Torinese | 4-1       | Juventus |

### Grupo 2 (Liguria y Lombardía)
| Equipo 1 | Resultado | Equipo 2     |
| -------- | --------- | ------------ |
| Genoa    | 3-1       | Andrea Doria |
| Genoa    | 2-0       | Mediolanum   |

## Semifinal
Jugada el 6 de abril
| Equipo 1     | Resultado | Equipo 2 |
| ------------ | --------- | -------- |
| FBC Torinese | 3-4       | Genoa    |

## Final
Jugada el 13 de abril
| Equipo 1 | Resultado | Equipo 2 |
| -------- | --------- | -------- |
| Genoa    | 2-0       | Milan    |

|           |
| Campeón   |
| Genoa     |
| 4º título |

### Equipo campeón
Alineación del Genoa
- Fausto Ghigliotti
- Enrico Pasteur II
- James Richardson Spensley
- Edoardo Pasteur I
- Howard Passadoro
- William Agar
- Henri Dapples
- Paolo Rossi
- Karl Senft
- Attilio Salvadè
- Alfred Cartier

Otros futbolistas utilizados:
- Alberto Delamare
- Oscar Scöller